# حرية الرجال
ينقسم الوعي بـحرية الرجال وفلسفتها إلى قسمين. أحدهما أهمية هذه القيود التي يفرضها المجتمع البطريرقي (النظام الأبوي) على الرجال. ودرس هذا القسم الحركات النسوية. والقسم الآخر هو أهمية القيود التي يفرضها مجتمع الأمومة على الرجال ودرس هذا القسم الحركات الذكورية. وقد يختلف النهجين حول استفادة الرجال من القوة التشريعية فإن كليهما يؤكد على تكاليف المجتمع الذكوري المعتاد.

## تحرر الرجال من المجتمع البطريرقي
تنص نظرية التحرر هذه على أن الرجال يؤذيهم الدور القائم على النوع للذكور والمجتمع البطريرقي وأن حيوات الرجال تتسم بالغربة وغير صحية فقيرة.
وكثيرًا ما تتعاطف الحركة النسوية وتسعى لتحرير الرجال بنفس الطريقة التي سعت بها النساء لتحرير أنفسهن من خلال الحركة النسوية.
ويعتقدن أن الرجال يعملون فوق طاقتهم ويتدربون على أن يقتلوا أو يُقتلوا والمعاملة الوحشية كما أنهم عرضة لإلقاء اللوم عليهم واتهامهم بالعار. كما يلفتن الانتباه إلى ما يعانيه الصبية والرجال من أضرار وعزلة يمرون بها خلال التنشئة الاجتماعية حتى مرحلة الرجولة.

## تحرر الرجال من النظام الأمومي
يقول هذا الافتراض البديل إن الرجال يؤذيهم أدوار النوع الاجتماعي والأعراف الثقافية والأخلاقية والقانونية التي تُفسر على أنها نظام أمومي. كما يشير إلى وجود معايير مزدوجة فيما يتعلق بمشروع العسكرية والجو الأسري لإنتاج ذكور هي مطلب يتم تهميشه ورجال المؤسسات.
ويؤكد الافتراض على أن توقعات المجتمع النسوي أو الأمومي التي يلقيها على عاتق الرجال تعد ظالمة للرجال.
وغالبًا ما تتطفل نطرية التحرر هذه - وليس دومًا - على الحركة النسوية وكثيرًا ما تخبر عن نفسها بدلا من الأفكار الذكورية.
وهي تدعم تغير الوعي الخاص بالرجل الاجتماعي بما لا يخالف معايير الأمومة والتوقعات وحالة الشخص غريب الأطوار.

## تداخل تحرير الرجال مع العرق
تتسبب الاختلافات العرقية منذ القدم في تقسيم حركة تحرير الرجال إلى طبقات ولا تزال هذه الأقسام تعد معضلة حتى الآن. يرى بعض العلماء الداعمين للحركة النسوية أن الممارسات العنصرية داخل المجتمع الأمريكي عملت على إظهار عجز الرجال غير البيض. على سبيل المثال، ينظر إلى الرجال السود على أنهم يفتقرون إلى القدرة على التحكم في شهواتهم الجنسية العدوانية. ويُقدم الرجال السود داخل هذا الإطار الأيديولوجي على أنهم لديهم فرط جنسي يصل لدرجة الحيوانية، لذلك فهم حيوانات وليسوا بشرًا. أما الأمريكيون من أصول أسيوية فقد أظهروا ضعفهم بطريقة عكسية: فقد صوروهم على أنهم يفتقرون للجنس وليس لديهم جاذبية وأجسامهم صغيرة يتسمون بالجبن والذكاء والخداع. (انظر: الصورة النمطية للرجال الأسيويين)

## تداخل تحرير الرجال مع تحرير المثليين
لفتت الموجة الثانية الداعمة للحركة النسائية المزيد من الاهتمام لقضايا الجنس ولاسيما علاقة الرجال المثليين بالهيمنة الذكورية، وأدى هذا التحول إلى المزيد من التعاون بين حركة تحرير الرجل وحركات تحرير المثليين. يرجع هذا التعاون في جزء منه إلى أن الذكورة كانت تعرف بأنها بناء اجتماعي، وكاستجابة لعالمية «الرجال» الذين نراهم في الحركات الرجالية السابقة. مما سمح لحركة تحرير الرجل بتحليل الأوضاع التي أصبح المجتمع بموجبها أقل تحملًا للمثليين.
كما حدد الكتاب الذين يدعمون الحركة النسوية العديد من الافتراضات لتوضيح أصل المثلية الجنسية وباقي التوجهات الجنسية عند البشر. وتعتمد هذه الافتراضات على فكرة أن النوع هو نظام ثنائي حيث إن الانحراف عن أي من الجنسين يُنظر إليه على أنه غير مقبول اجتماعيًا. ويؤدي هذا النظام إلى المغايرة الجنسية، كوسيلة للحفاظ على التقسيم الثنائي.

## الأنشطة
- مجموعات دعم الرجال
- التأييد العام وإصلاح القوانين.